# Théophile Vitalo
Théophile Vitalo (Cayenne, 1845 - Paris, 10 août 1895) est un orpailleur créole, descendant d'esclave, ayant vécu dans la seconde moitié du XIXe siècle, originaire de Guyane.
Grâce à la découverte d'un nouveau gisement d'or dans la région de Lawa en Guyane, il se retrouve à la tête d'une fortune considérable. A la faveur d'un changement de conjoncture au tournant de la Première Guerre mondiale, il investit massivement dans la terre, et se retrouve à la tête d'entreprises de production de sucre de canne. 
Son parcours témoigne des relations conflictuelles entretenues par les orpailleurs avec les populations locales de Noirs Marrons (et notamment ici des Boni) dans une région contestée par les Hollandais du Suriname voisin. Il marque aussi l'émergence d'une nouvelle bourgeoisie créole qui, aux côtés de l'administration coloniale et de l’Église, deviendra un des piliers de la gouvernance politique et économique de Guyane.

## Histoire
Théophile Vitalo a moins de 10 ans lorsqu'il est reconnu par son père, Vital Vitalo né en 1816. Celui-ci l'emmène avec ses deux frères, Auguste et Ellie, prospecter de l'or en territoire brésilien, dans le Cachipour. Ils n'y trouvent pas de résultats probants. 
En 1871, la fratrie tente à nouveau sa chance dans l'Approuague, en Guyane française, et se rend dans le bassin fluvial de Sinnamary. Alors que Théophile est parti à Cayenne pour ravitailler l'expédition, Elie et Auguste trouvent un important gisement qui sera baptisé du nom de "Saint-Élie" et de "Dieu-Merci". Ce dernier est l'un des plus productifs de la période : entre 1873 et 1878, il rapporte 1 tonne 656 kg d'or. L'importance de ce gisement est d'ailleurs confirmée par le journal L'illustration qui parait à Paris le samedi 30 mars 1878, et qui se félicite dans ses colonnes de l'abondance de production en or des placiers Vitalo malgré des moyens d'exploitation rudimentaires. Il espère que la mise en œuvre de méthodes plus modernes en Guyane sera bénéfique pour la production en or du pays.  
Cependant, Théophile Vitalo s'approprie la découverte de ses frères en utilisant à dessein des prête-noms. Débute alors une série de conflits au sein de la fratrie pour la paternité de la découverte des placiers ainsi que la propriété de divers biens, tels une maison dont Théophile Vitalo accapare les loyers. Celle-ci sera finalement vendue aux enchères et Théophile Vitalo en redeviendra l'unique propriétaire. 
Au tournant du XXe siècle marqué par une crise économique majeur en Guyane menaçant de disette la population, Théophile Vitalo se reconvertit dans l'exploitation de canne à sucre produite dans l'objectif d'approvisionner en rhum les armées combattantes en Europe lors de la Première Guerre mondiale. Par son poids économique, il devient un des membres influents de la bourgeoisie locale émergente, et prend un rôle économique et politique important dans la colonie.

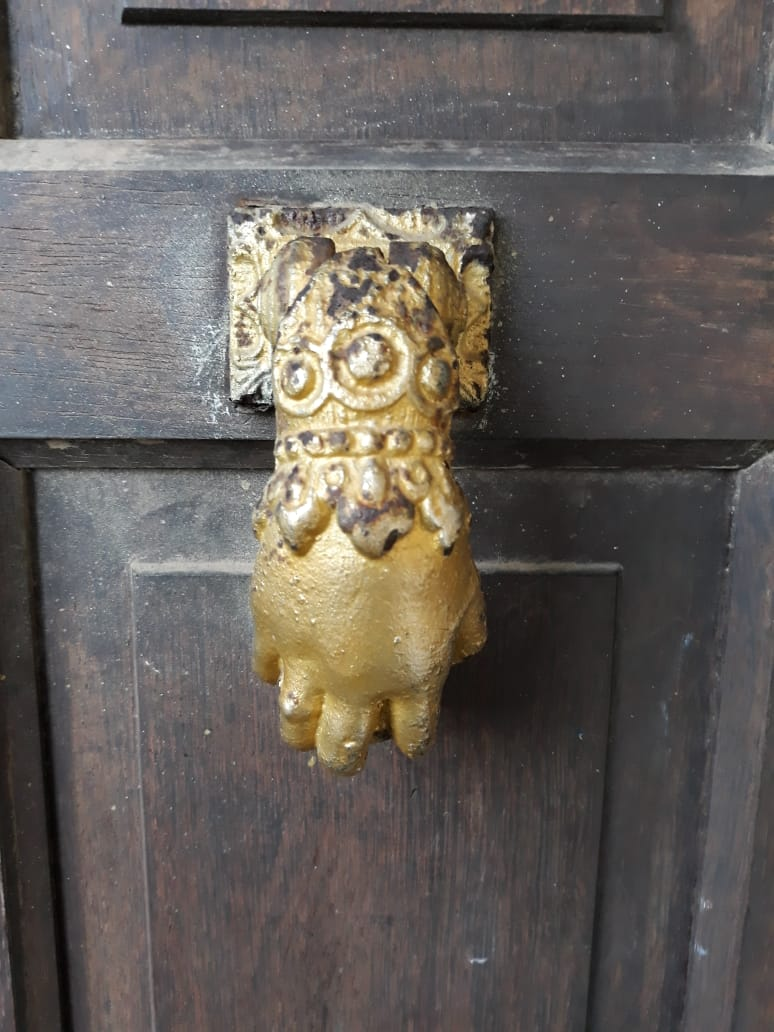
Heurtoir en forme de main fixé sur la face extérieure d'une porte d'entrée au premier étage de l'immeuble Vitalo.

## Enjeux
Le parcours de Théophile Vitalo témoigne des relations conflictuelles entretenues par les orpailleurs avec les populations de Noirs marrons locales dans un contexte politique tendu de contestation des frontières avec les Hollandais du Suriname voisin. En effet, selon l'historien Jean Moomou, les exploitants aurifères s'inscrivent souvent dans une logique de prédation, c'est-à-dire qu'ils visent non pas "le développement économique ni l'aménagement de l'espace de vie [de ces populations, mais] au contraire, [cherchent] à extirper les ressources aurifère et forestière dont [le territoire] regorge pour les valoriser dans d'autres espaces."  La carte dressée par David Levat dans son ouvrage en 1898 montre que les concessions aurifères se trouvent dans la zone habitée par la tribu des Boni, des descendants Noirs Marrons issus du Suriname. Les concessions allouées aux orpailleurs ont alors été faites sur la base de données cartographiques qui souvent ne correspondent pas à la réalité. Si l'Administration coloniale hollandaise a promulgué une ordonnance sur l'or en 1882 pour protéger les droits des Bushinengue et des Amérindiens, un tel document n'existe pas en France. Les conflits entre les orpailleurs créoles qui ne respectent pas les emplacements désignés par l'Administration et les populations locales sont nombreux. Ces derniers ne savent souvent ni lire ni écrire, ils sont bien souvent tributaires de ce que les orpailleurs veulent bien leur dire.    
Cependant, la situation dans la région du Lawa qui fait l'objet d'une contestation frontalière de la part des Hollandais du Suriname complique les relations entre Boni et orpailleurs. Le pouvoir colonial français décide de se servir des autorités coutumières boni pour affirmer leur présence dans la région, tandis que les Hollandais font de même avec les Dyuka. Il s'agit pour les autorités françaises de "faire obstacle au passage des exploiteurs du contesté". Celles-ci conventionnent donc avec le gaanman des Boni, Anato, en signant avec lui un accord le 14 mars 1887.  Cependant, la légitimité du pouvoir d'Anato est contestée par les orpailleurs. Anato aura plusieurs différends avec Théophile Vitalo qui ne comprend pas ce choix de l'administration française - notamment en raison de la mise en place d'une stratégie de contrôle de la part d'Anoto obligeant tout canot du monde colonial à s'arrêter au village de Kottica afin de faire l'objet d'un contrôle des permis d'exploitation, puis de l'identité des orpailleurs. Mais surtout, Anato viole la convention signée avec les autorités françaises en exigeant une taxe fixée à 15% sur la production d'or et le droit d'accostage, assurant ainsi sa richesse personnelle.  Théophile Vitalo s'indigne de cette pratique dans la lettre qu'il envoie en 1887 au sous-secrétaire d'Etat aux Colonies en critiquant que "le représentant de la France y traite d'égal à égal non pas avec le chef d'une peuplade indépendante et fixée sur un territoire lui appartenant mais avec une population émigrée en 1962 du territoire voisin et à laquelle le nôtre n'a été ouvert qu'à titre d'asile". Il y précise également qu'en raison du contentieux qu'il nourrit avec Anato à ce sujet, ce dernier "ne laisse remonter le Maroni qu'aux expéditions qui lui plaisent ou qui composent avec lui, et par cela même, s'octroye [...] l'attribution réelle des terrains de toutes ces régions" et  le dénonce auprès de l'Administration coloniale par le biais de son employé du Maroni, Eleuthère Leblond. Il accuse ainsi Anato de violer "le contrat passé avec M. le Cardinal [gouverneur] pour faire ses propres affaires". Même si rien dans les archives ne vient corroborer les accusations de Théophile Vitalo, il semble bien, tout de même, que l'exploitation ait repris malgré l'accord signé.     
Au tournant du siècle, Théophile Vitalo va saisir les enjeux d'un retour à la terre favorisé par les dirigeants de l'administration coloniale. En effet, comme lors de la période esclavagiste, le choix des spéculations agricoles était commandé par les besoins du marché français. Or, selon l’historien Serge Mam Lam Fouck, du fait de ces exportations massives et de la monoproduction du sucre de canne, la colonie rencontre des risques de disette et de dépendance alimentaire vis-à-vis de la métropole. Le développement de la production aurifère avait en effet vidé la colonie de ses forces vives de travail. Le déclin de cette activité au lendemain de la Première Guerre mondiale oblige soudain les orpailleurs à trouver de nouvelles sources de revenus. Théophile Vitalo réinvestit alors sa fortune considérable dans l'agriculture. Il choisit d'ouvrir une exploitation de canne à sucre, à un moment où les sucres coloniaux subissaient de plein fouet la concurrence de la betterave et ne pouvaient trouver qu'un débouché local.  Mais l'essentiel de la production de sucre de canne est tournée vers la fabrication de rhum afin d'approvisionner les armées sur le front européen. Théophile Vitalo devient un important propriétaire terrien de la ville de Cayenne. Il se met ainsi à jouer un rôle central dans l'économie.   
Ses frères investissent également dans ce créneau, et dirigent la plus importante habitation sucrière de l'époque. Elle se trouve le long du canal Torcy et emploie à elle seule 220 Indiens, 9 Africains et 3 Annamites. Elie Vitalo sera d'ailleurs épinglé lors des visites de contrôle du Syndicat des immigrants en raison des mauvais traitements qu'il inflige aux travailleurs Indiens pauvres (appelés "coolies") qu'il recrute dans ses placiers pour produire le sucre de canne. Est mise en cause une insalubrité générale des carbets où les coolies logent et qui conduit à la circulation de nombreuses maladies - entrainant notamment des amputations chez les employés. Le Syndicat des Immigrants prononce contre ces engagistes défaillants des sanctions assez lourdes. 
L'émergence de ces self-made-men créoles fortunés marque la constitution d'une nouvelle bourgeoisie guyanaise. Selon les historiennes Jacqueline Zonzon, Sarah Zebion et Sidonie Latidine, les retombées de l'activité aurifère amènent, à la veille de la Première Guerre mondiale, la constitution de grandes familles guyanaises, dont les Vitalo font partie (aux côtés par exemple des Nibul, Melkior, Ursleur, Jadfard), qui s'engagent en politique - Théophile Vitalo devenant notamment conseiller général. Cette nouvelle classe cherche à se distinguer des catégories populaires. Éduquée par l’École de la IIIe République qui met l'accent sur les valeurs civiques et l'amour de la Mère Patrie, elle construit avec l'Administration coloniale et l’Église - les deux autres piliers de la Guyane - un sentiment fort d'appartenance à la Nation française qui fait entrer la colonie dans une relation de loyauté avec la métropole.

## Postérité
L'appartenance des Vitalo aux familles marquantes de la Guyane a laissé des traces dans l'espace public. Leur immeuble personnel, qui fait l'angle entre la rue François-Arago et la rue du Docteur-Barrat, à Cayenne, a été inscrit au titre des monuments historiques par arrêté du 26 novembre 1992.
Leur ancienne maison de campagne, l’habitation Vitalo est assez connu du grand public pour son architecture créole remarquable.
L'auteur guyanaise Françoise James-Ousénie consacre à son histoire un roman intitulé Bains d'or qui centre son intrigue sur la relation de celui-ci avec sa femme, Miranda.